# Vitolo Machín
Víctor Machín Pérez, mais conhecido como Vitolo (Las Palmas, 2 de novembro de 1989), é um futebolista profissional espanhol que atua como meia ou atacante. Atualmente está sem clube.

## Títulos
Sevilla
- Liga Europa: 2013–14, 2014–15, 2015–16
- Supercopa Euroamericana: 2016

Atlético de Madrid
- Liga Europa da UEFA: 2017–18
- Supercopa da UEFA: 2018
- Campeonato Espanhol: 2020–21

### Prêmios individuais
- 65º melhor jogador do ano de 2016 (Marca)[2]